# Canadian Pacific Railway

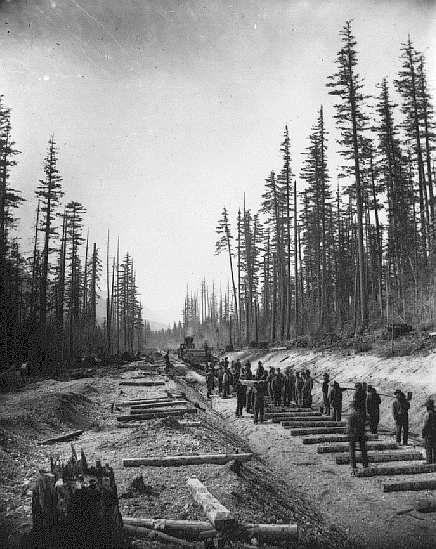
Bouw van de spoorlijn in de Fraservallei (1883).

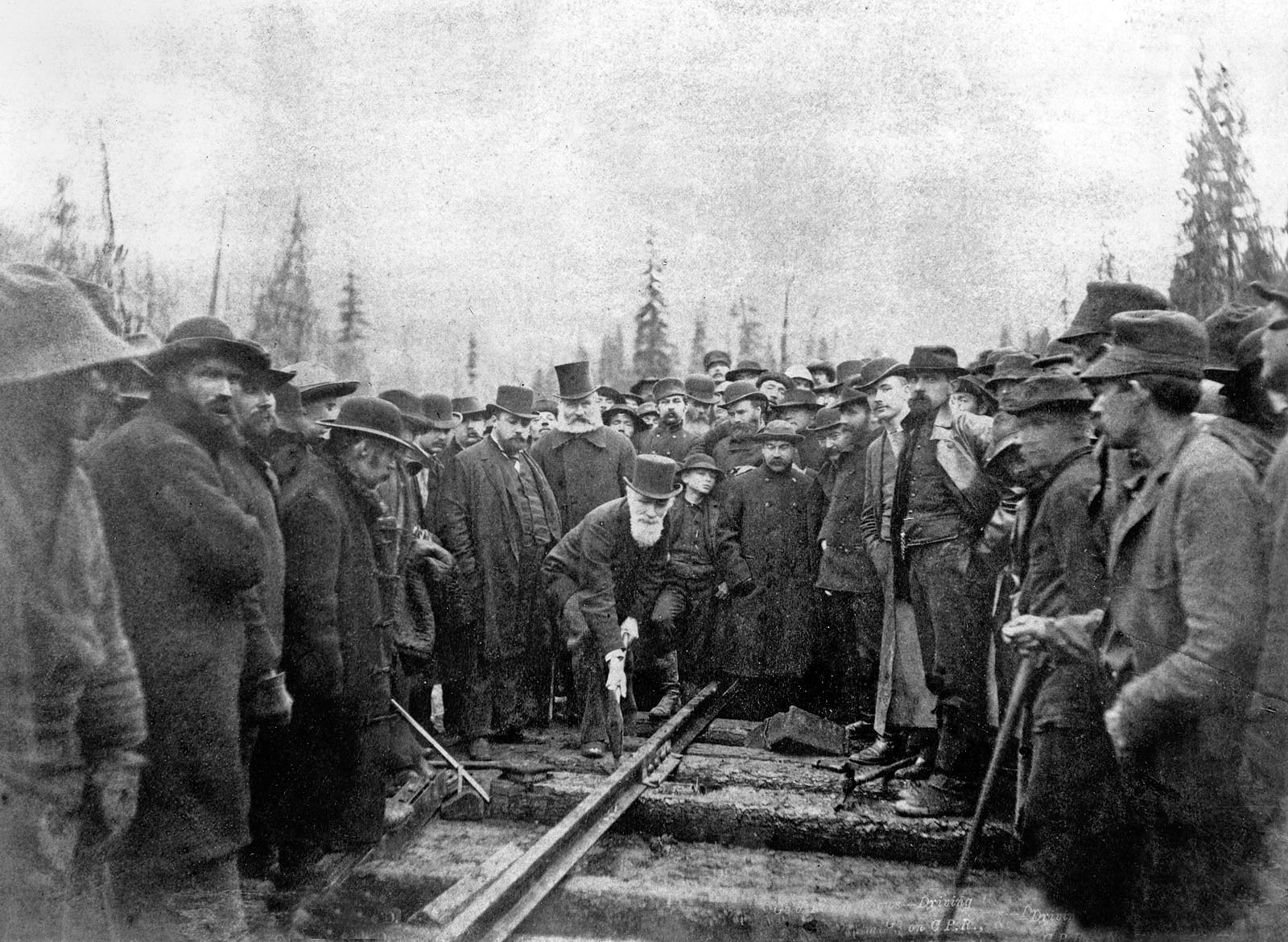
Het aanbrengen van de laatste klinknagel op 7 november 1885.

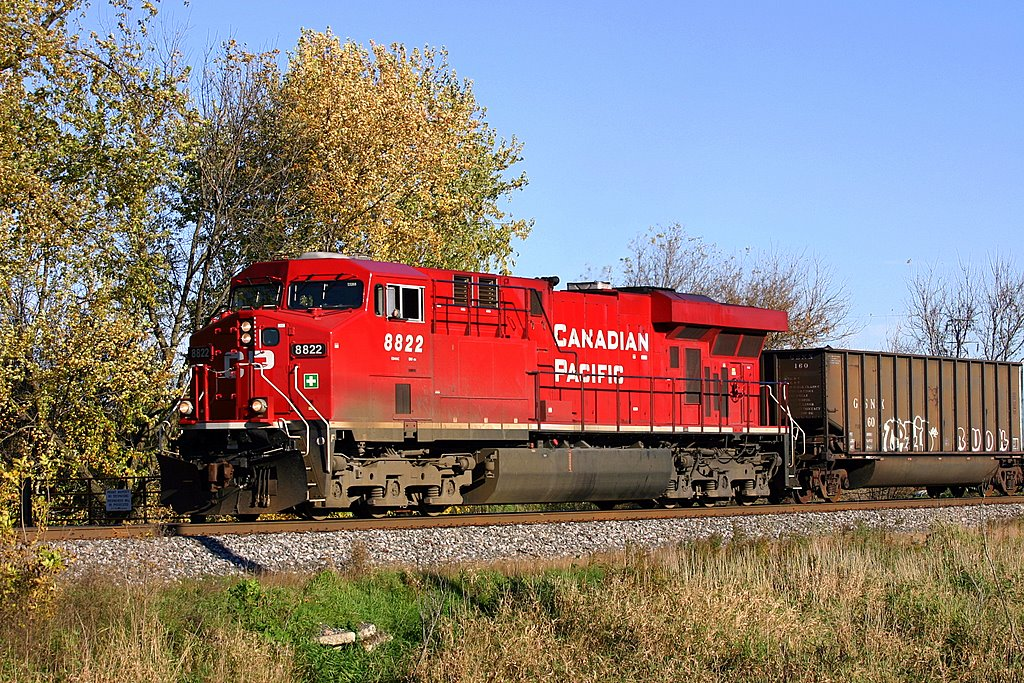
Canadian Pacific Railway, nummer 8822, een GE ES44AC, in Wisconsin op 20 oktober 2007 (foto: Nate Beal).

De Canadian Pacific Railway (CPR) was een Canadese spoorweg, aangelegd aan het einde van de 19e eeuw. Dit was de eerste transcontinentale spoorlijn van Canada. De spoorweg is eigendom van Canadian Pacific Railway Limited. Deze maatschappij exploiteert een netwerk van spoorlijnen in Canada en de Verenigde Staten, en verbindt onder andere de steden Vancouver, Montreal, Minneapolis, Chicago en New York met elkaar. CPR verzorgt alleen goederenvervoer. Het hoofdkantoor van de maatschappij was gevestigd in Calgary (Alberta). Op 14 maart 2023 ging de firma op in Canadian Pacific Kansas City Limited.

## Aanleg van de eerste spoorlijn
De spoorlijn werd aangelegd tussen oostelijk Canada en de provincie Brits-Columbia tussen 1881 en 1885 als voorwaarde voor Brits-Columbia om zich bij de Canadese Confederatie te voegen. 
Het was de bedoeling de spoorlijn aan te leggen door de vallei van de North Saskatchewan River, en de Rocky Mountains te passeren bij Yellowhead Pass. Deze route over de laagste pas op de waterscheiding werd voorgesteld door Sandford Fleming na een decennium van planning en landmeting. De CPR verwierp deze plannen echter ten gunste van een route verder naar het zuiden over de dorre Palliser Triangle in Saskatchewan en over de Kicking Horse Pass. Deze route was korter en lag veel dichter bij de Amerikaanse grens. Hierdoor kon de CPR de toegang van Amerikaanse spoorwegmaatschappijen tot de Canadese markt grotendeels blokkeren.
Maar de route had ook een aantal nadelen. De CPR moest een weg vinden door de Selkirk Mountains; in die tijd was niet eens bekend of die route überhaupt mogelijk was. De taak om een paskruising te vinden, werd toevertrouwd aan de landmeter Albert Bowman Rogers. De CPR beloofde hem een cheque van $ 5.000 en verzekerde dat de pas naar hem zou worden genoemd. Rogers vond deze pas op 29 mei 1881. De spoorweg hield zijn belofte en gaf de pas zijn naam. Rogers weigerde aanvankelijk om de cheque te verzilveren.
Een ander obstakel was dat de voorgestelde route door het grondgebied van Blackfoot-indianen liep. De zendeling Albert Lacombe slaagde er eindelijk in om de leider Crowfoot ervan te overtuigen dat de aanleg van de spoorlijn uiteindelijk onvermijdelijk was. Als dank voor zijn toestemming ontving Crowfoot een levenslang abonnement voor de spoorweg. Een ander nadeel van de gekozen route was dat, in tegenstelling tot de door Sandford Fleming voorgestelde variant, het land langs de spoorlijn vaak te droog was om te kunnen bewerken. De CPR vertrouwde te veel op de verklaringen van wetenschapper John Macoun. Deze had de prairie gekruist bij regenachtig weer en meldde dat het gebied vruchtbaar was, wat uiteindelijk niet helemaal waar was. Hierdoor kon de CPR nauwelijks land aan kolonisten verkopen.
Het grootste nadeel van de route was echter de overgang bij de Kicking Horse Pass. Op de eerste zes kilometer ten westen van de 1625 meter hoge pas zakt het terrein abrupt met 350 meter. Daardoor werd men gedwongen om een gedeelte van zeven kilometer te bouwen met een zeer hoog stijgingspercentage van 4,5%. Dit was vier keer zo hoog als de toen aanbevolen maximale hellingsgraad voor spoorlijnen. Zelfs heden ten dage zijn spoorlijnen zelden steiler dan 2%. De maximaal toegestane snelheid voor treinen die bergafwaarts reden, was 10 km/u en er werden speciale locomotieven gekocht met bijzonder sterke remmen. 
In de ogen van de verantwoordelijken verliep de bouw in 1881 veel te traag. Een jaar later huurde CPR-president George Stephen de bekende Amerikaanse spoorwegmanager William Cornelius Van Horne in om het project vooruit te helpen. Van Horne beloofde de voltooiing van 800 kilometer spoorlijn binnen een jaar. Talrijke overstromingen vertraagden de start van het bouwseizoen (de werkzaamheden werden in de winter opgeschort), maar dat jaar werden meer dan 672 kilometer hoofdlijn en talrijke zijsporen en zijlijnen voltooid. De aftakking naar Thunder Baywerd in juni 1882 voltooid door het Canadese Ministerie van Spoorwegen en Kanalen en in mei 1883 overgebracht naar de CPR. Hierdoor was het voor het eerst mogelijk om over water en spoor van Oost-Canada naar Winnipeg te reizen. Eind 1883 was de oostkant van de Rocky Mountains bereikt. In de bouwseizoenen van 1884 en 1885 concentreerde het werk zich op de Rocky Mountains en de noordkust van Lake Superior.
Vele duizenden arbeiders werkten op de route. De meesten waren Europese immigranten. Bij de bouw waren ook duizenden Chinees-Canadese arbeiders werkzaam. Honderden overleden door ziektes of ongelukken (tunnels die instortten en rotsen die van de berg afrolden) en hun familie in China werd daarbij niet ingelicht over de dood van hun familielid. Ook kregen nabestaanden geen compensatie. De Chinese arbeiders worden soms aangeduid als de "vergeten mensen" die in de Canadese geschiedschrijving nauwelijks aandacht kregen.
In 1883 vorderde het werk snel, maar het geld van de CPR raakte langzaam op. Als reactie daarop keurde het Parlement de Railway Relief Bill goed en verleende het de CPR een lening van $ 22,5 miljoen. Op 6 maart 1884 werd de wet wettelijk bindend.
In maart 1885 brak de Northwest Rebellion uit in Saskatchewan toen de Métis in opstand kwamen. Van Horne, die toen in Ottawa was, beloofde de regering dat de CPR binnen elf dagen troepen naar Fort Qu'Appelle zou kunnen verplaatsen. Sommige secties waren nog niet voltooid of waren nog niet gereden, maar het transport naar het oorlogsgebied duurde uiteindelijk maar negen dagen en de opstand werd snel neergeslagen. De regering was buitengewoon genereus voor de geleverde diensten, nam de schuld van de CPR over en kende een nieuwe lening van $ 5 miljoen toe.
Op 7 november 1885 zette Lord Strathcona de symbolische laatste klinknagel in Craigellachie; zo kon eindelijk de belofte aan Brits Columbia worden nagekomen. De lijn werd meer dan vijf jaar vóór de tweede datum (1891) overgedragen, waarover in 1881 was onderhandeld. Ondanks vertragingen en politieke schandalen was de succesvolle voltooiing van het project een technisch en politiek meesterwerk voor een land met een kleine bevolking en een moeilijk terrein. De Trans-Canadian Railway was toen een van de langste routes ter wereld.
Voor passagiers was het vele tientallen jaren de enige praktische manier om de lange afstanden binnen Canada te overbruggen.

## 20e eeuw
CPR exploiteerde van 1942 tot 1987 tevens een luchtvaartmaatschappij, Canadian Pacific Airlines (ook CP Air genoemd). Met Vancouver International Airport als thuisbasis verzorgde het zowel binnenlandse als internationale vluchten. Het luchtvaartbedrijf werd overgenomen door Pacific Western Airlines; het nieuwe bedrijf ging verder als Canadian Airlines.
In 1978 werd het treinreizigersvervoer overgenomen door het bedrijf VIA Rail. Sindsdien concentreert de CPR zich op vrachtvervoer.
In 1990 nam CPR het Amerikaanse spoorwegbedrijf Soo Line Railroad over. CPR had hier al sinds eind 19e eeuw een meerderheidsbelang in, maar nu werd het bedrijf volledig geïntegreerd binnen CPR. Hiermee kreeg CPR ook de voormalige lijnen van de Milwaukee Road in handen, dat in 1985 door Soo Line was overgenomen. Uitbreiding naar het noordoosten van de Verenigde Staten volgde in 1991 met de overname van de Delaware and Hudson Railway.

## 21e eeuw
In 2014 deed CPR een poging om met het Amerikaanse spoorwegbedrijf CSX te fuseren. Dit initiatief strandde vanwege tegenstand door CSX.
In maart 2021 deed CPR een bod op de Amerikaanse spoorwegmaatschappij Kansas City Southern Railway Company. Het was de derde poging van CPR om dit te realiseren: in 2014 en 2016 gingen de overnames niet door vanwege felle tegenstand. De poging van 2021 lukte wel. Canadian Pacific Kansas City Limited, of CPKC werd een klasse I-spoorweg in Noord-Amerika na de fusie van Canadian Pacific Railway (CP) en Kansas City Southern (KCS) op 14 april 2023. Het is de eerste en enige eenlijnsspoorlijn die Canada, de Verenigde Staten en Mexico verbindt en ongeveer 20.000 mijl (32.000 km) spoor in de drie landen exploiteert. CPKC heeft, net als Canadian Pacific Railway zijn hoofdkantoor in Calgary.
Op 3 april 2025 hebben de bestaande eigenaren van de Panamaspoorweg gemaakt dat zij hun aandelen gaan verkopen aan APM Terminals, een dochteronderneming van Mærsk. De overnamesom is niet bekend gemaakt. In 2024, behaalde deze spoorwegmaatschappij een omzet van US$ 77 miljoen en een EBITDA van US$ 36 miljoen.